# Devarodes vestigiata
Devarodes vestigiata là một loài bướm đêm trong họ Geometridae.